# Kim Kolwiek (magazyn)
Magazyn Kim Kolwiek – czasopismo wydawane przez Egmont Polska, na podstawie serialu animowanego o przygodach agentki Kim Kolwiek. Było przeznaczone dla dziewczynek i chłopców w wieku od 7 lat. Zawierało komiksy, plakat, zagadki, testy na tajnego agenta oraz konkursy z nagrodami. Do każdego numeru dołączany był gadżet dla superagenta. Pierwszy numer magazynu pojawił się 21 grudnia 2007 roku. Ostatni numer został wydany w 2009 roku.